# Владимир Јевтовић
Владимир Јевтовић (Београд, 30. април 1947 — Београд, 12. јун 2013) био је српски глумац и педагог на Факултету драмских уметности у Београду.

## Биографија
Рођен је од мајке Добринке Трипковић и академика Михаила Марковића који га је признао када је Владимир имао 14 година. Од 1951. усвојио га је очух Бата Јевтовић за кога је била удата Добринка.
Завршио је и магистрирао филозофију. Потом је дипломирао глуму, а затим докторирао на театрологији. Крајем 1970-их водио је емисију "Озон" на "Радију 202". Написао је и неколико стручних књига. Његови синови, Иван и Јаков, такође су глумци, а Растко је књижевник.
Кроз његову глумачку "радионицу" су прошли многи глумци: Слободан "Бода" Нинковић, Милорад Мандић-"Манда", Драган Петровић-"Пеле", Драган Бјелогрлић, Весна Тривалић, Срђан Тодоровић, Мирјана Јоковић, Небојша Дугалић, Наташа Нинковић, Небојша Глоговац, Сергеј Трифуновић, Бранкица Себастијановић, Војин Ћетковић, тв водитељ Марко Степановић.
Преминуо је 12. јунa 2013, у 66. години.

## Режија
У позоришту „Дадов“ режирао је више представа:
- “Виктор или деца на власти“;
- „Чекајући Годоа“;
- „Лекција“...

У овом позоришту је водио и мастер класу за најуспешније полазнике школе глуме.

## Улоге
| Год.     | Назив                                            | Улога                 |
| -------- | ------------------------------------------------ | --------------------- |
| 1960.-те |                                                  |                       |
| 1968.    | Невероватни цилиндер Њ. В. краља Кристијана (ТВ) |                       |
| 1970.-те |                                                  |                       |
| 1975.    | Синови                                           | Симовић               |
| 1977.    | 67. састанак Скупштине Кнежевине Србије (ТВ)     |                       |
| 1979.    | Прва српска железница (ТВ)                       | Драгомир Рајовић      |
| 1980.-те |                                                  |                       |
| 1981.    | Светозар Марковић (серија)                       | Аћим Чумић            |
| 1984.    | Јалта (ТВ)                                       | Молотов               |
| 1985.    | Тајванска канаста                                | Техничар              |
| 1987.    | Већ виђено                                       | Михаилов отац         |
| 1987.    | Waitapu                                          | Лончар                |
| 1988.    | Сентиментална прича (ТВ)                         | Бане                  |
| 1988.    | Бољи живот (ТВ)                                  | Лончар                |
| 1988.    | Срећни Ходочасник (италијанско-амерички филм)    | Умберто               |
| 1989.    | Полтрон (ТВ)                                     | Нови директор         |
| 1990.-те |                                                  |                       |
| 1990.    | Народни посланик (ТВ)                            | Срета                 |
| 1993.    | Рај (ТВ)                                         | Српски официр         |
| 1995.    | Знакови (ТВ)                                     |                       |
| 1995.    | Крај династије Обреновић (серија)                | Андра Ђорђевић        |
| 1997.    | Горе доле (серија)                               | Човек из министарства |
| 2000.-те |                                                  |                       |
| 2000.    | Небеска удица                                    |                       |
| 2006.    | Оптимисти                                        | Илијин стриц          |
| 2007.    | Тегла пуна ваздуха (ТВ)                          | Срећко                |